# Pteris haenkeana
Pteris haenkeana là một loài thực vật có mạch trong họ Pteridaceae. Loài này được C. Presl miêu tả khoa học đầu tiên năm 1825.